# Carrer Ciutadans (Pineda de Mar)
El carrer Ciutadans de Pineda de Mar (Maresme) és la continuació del carrer Major, en el centre de la població. El conjunt de cases del segle xvii està protegit com a bé cultural d'interès local.

## Descripció
El conjunt de cases amb els números 24, 26, 28, 21, 23 i 25a formen un evocador exemple de cases en filera del segle xvii, amb les seves portalades, rodones i adovellades, i finestrals gòtics en bon estat de conservació. També conserven les finestres característiques de la seva època, rectangulars amb llinda de pedra i rodejades de motllura. La casa més interessant és la de mà esquerra, amb el número 28, que conserva encara avui el caràcter de casa senyorial.

## Història
El carrer dels Ciutadans és la continuació del carrer Major o l'antic camí Ral del poble de Pineda. És el desenvolupament de l'antic nucli de població conegut com la Boada.
Les cases dels números 26 i 28 han estat reformades a la dècada del 1980 unint-les en un gran casal i mantenint l'estructura del segle xvii.